# Delphinium spirocentrum
Delphinium spirocentrum är en ranunkelväxtart som beskrevs av Hand.-mazz.. Delphinium spirocentrum ingår i släktet storriddarsporrar, och familjen ranunkelväxter. Inga underarter finns listade i Catalogue of Life.